# Osiedle Matejki (Głogów)
Osiedle Matejki w Głogowie – dzielnica miasta określana mianem Śródmieście będąca ważnym ośrodkiem zarówno komunikacji miejskiej jak i  komunikacji kolejowej. Przy Placu 1000-lecia znajduje się dworzec kolejowy Głogów. Na osiedlu znajduje się najstarsza ulica Głogowa – Aleja Wolności. Nazwa dzielnicy pochodzi od malarza Jana Matejki, ul. J. Matejki jest granicą osiedla z częścią zachodnią - osiedlem Nadodrze.

## Handel
Głównym miejscem handlu na terenie osiedla jest pasaż przy Alei Wolności. Znajdują się tu różnego rodzaju sklepy, banki oraz inne punkty usługowe. W granicach osiedla ulokowana została również Galeria Dworcowa w której mieszczą się sklepy odzieżowe, restauracje oraz supermarket. Na osiedlu powstało centrum handlowe MULTIBOX Głogów, które mieści się przy skrzyżowaniu ulic gen. Władysława Sikorskiego oraz Wojska Polskiego.

## Ważne budynki na terenie osiedla
- Zamek Książąt Głogowskich
- Pomnik Dzieci Głogowskich
- Biblioteka Świętego Pielgrzyma – pomnik na pl. Jana Pawła II odsłonięty ku jego pamięci
- Budynek I Liceum Ogólnokształcącego

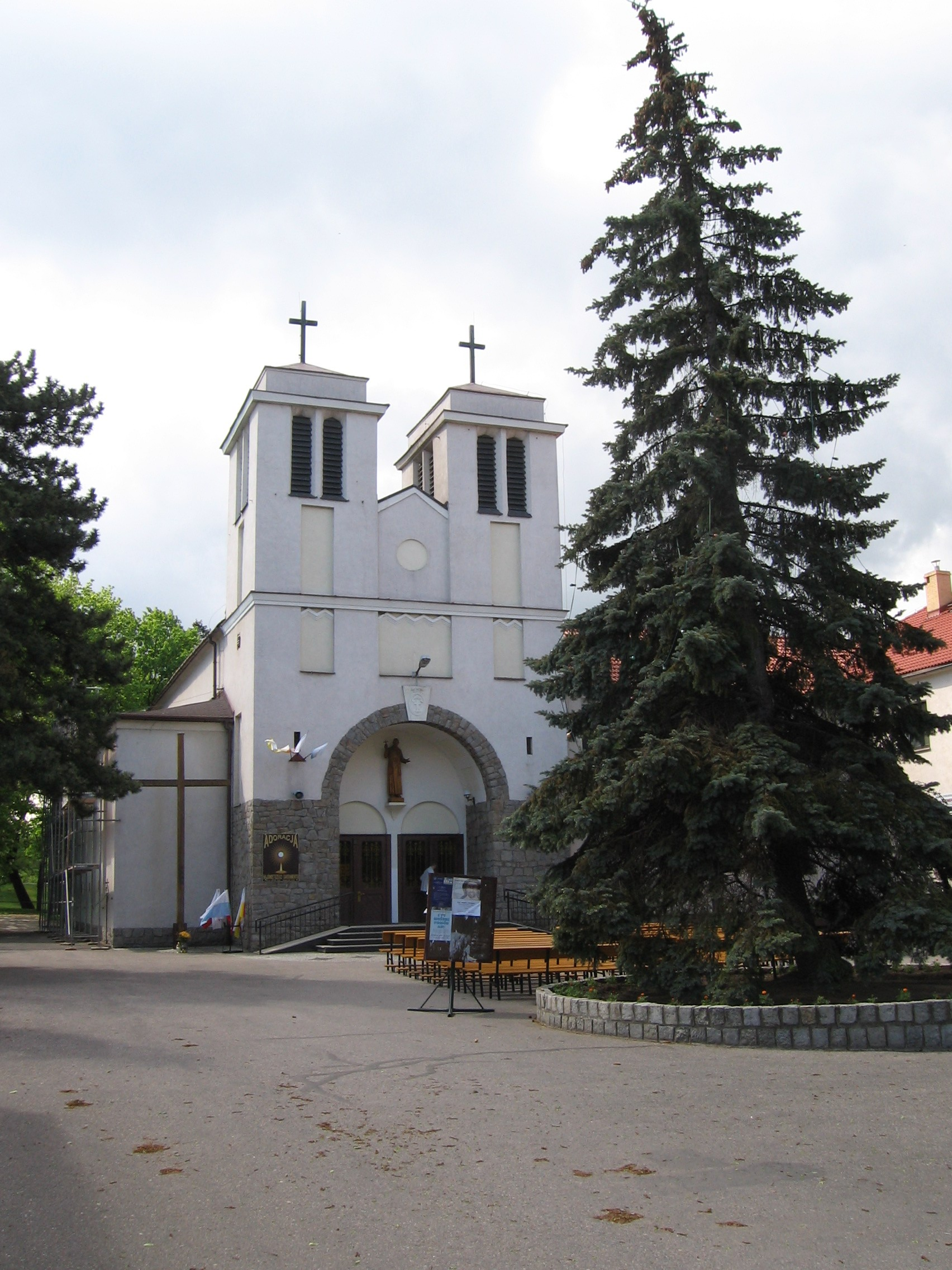
Kościół św. Klemensa

- Budynek Zespołu Szkół Zawodowych
- Galeria Dworcowa
- Główny Dworzec Kolejowy.
- Budynek Starostwa Powiatowego

## Edukacja
Na terenie osiedla znajdowały się następujące placówki oświatowe:
Przedszkola
- Przedszkole Publiczne nr 2 al.  Wolności
- Przedszkole Publiczne nr 3 al. Wolności

Szkoły Podstawowe
- Szkoła Podstawowa nr 2 al. Wolności

Gimnazja
- Gimnazjum nr 1 im. Dzieci Głogowskich ul. gen. Władysława Sikorskiego

Szkoły średnie
- I Liceum Ogólnokształcące im. Bolesława Krzywoustego ul. Jedności Robotniczej
- Zespół Szkół Politechnicznych w Głogowie ("Mechanik") pl. Jana z Głogowa

Szkoły wyższe
- Akademia Ekonomiczna im. Oskara Langego ul. Jedności Robotniczej

Działania w zakresie kultury prowadzą:
- Miejski Ośrodek Kultury
- Miejska Biblioteka Publiczna im. Galla Anonima
- Biblioteka Pedagogiczna

## Główne ulice i place
- Aleja Wolności
- Ulica Grunwaldzka
- Ulica Jana Matejki
- Ulica Jedności Robotniczej
- Ulica Poczdamska
- Ulica gen. Władysława Sikorskiego
- Ulica Słowiańska
- Plac Konstytucji 3-go maja
- Plac 1000-lecia
- Plac Jana z Głogowa

## Granice osiedla
- Północ - Odra; Nadodrze, Wyspa Katedralna
- Południe - Chrobry, Hutnik
- Wschód - Stare Miasto
- Zachód - Nadodrze